# Nowa Wieś (gmina Słupia)
Nowa Wieś – wieś sołecka w Polsce położona w województwie świętokrzyskim, w powiecie jędrzejowskim, w gminie Słupia
W latach 1975–1998 miejscowość administracyjnie należała do województwa kieleckiego.

## Części miejscowości
| SIMC    | Nazwa      | Rodzaj    |
| ------- | ---------- | --------- |
| 0268843 | Działki    | część wsi |
| 0268850 | Okupniki   | część wsi |
| 0268866 | Stara Wieś | część wsi |